# 帕蒂纳姆
帕蒂纳姆（Pattinam），是印度泰米尔纳德邦Namakkal县的一个城镇。总人口8187（2001年）。

## 人口
该地2001年总人口8187人，其中男性4156人，女性4031人；0—6岁人口814人，其中男431人，女383人；识字率58.25%，其中男性为66.72%，女性为49.52%。